# 야채재배

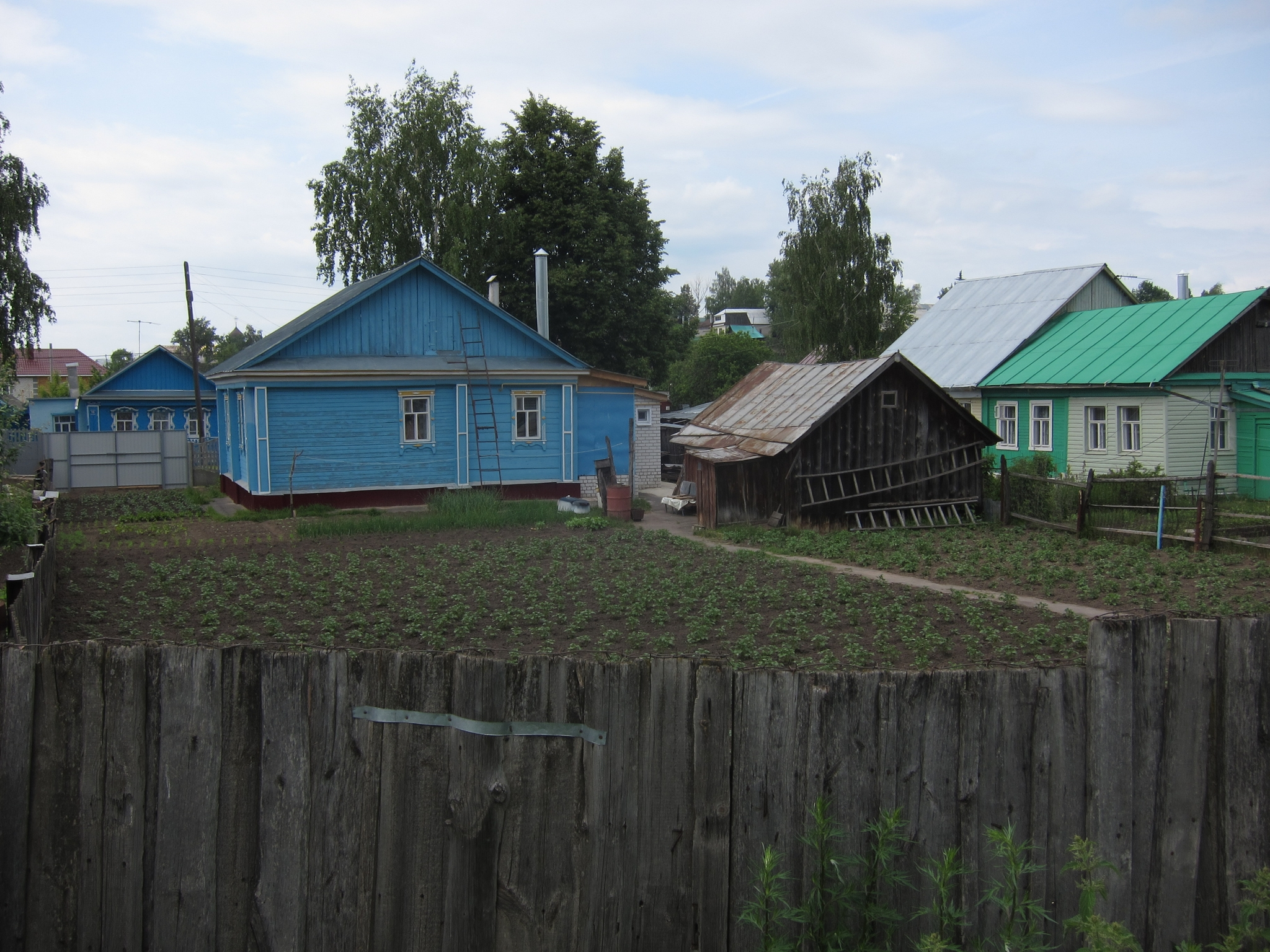
야채재배로 가꾼 농장의 모습

야채재배, 채소재배 또는 올레리컬처(olericulture)는 식용으로 사용되는 비목재(초본) 식물의 재배를 다루는 채소 재배 학문이다.
야채재배는 식용 가능한 부분을 사용하기 위해 식물을 생산하는 것이다. 야채 작물은 9가지 주요 범주로 분류될 수 있다.
- 화분과 채소 – 시금치와 콜라드
- 샐러드작물 – 상추, 셀러리
- 양배추 작물 – 양배추와 콜리플라워
- 뿌리 작물(덩이줄기) – 감자, 사탕무, 당근, 무
- 구근작물 – 양파, 부추
- 콩류 – 콩, 완두콩
- 박과 – 멜론, 스쿼시, 오이
- 가지과 작물 – 토마토, 고추, 감자
- 사탕옥수수

## 같이 보기
- 농업
- 원예
- 포몰로지
- 열대원예